# نيكولاس كيج
نيكولاس كيج (بالإنجليزية: Nicolas Cage)‏ (ولد باسم نيكولاس كيم كوبولا (بالإنجليزية: Nicolas Kim Coppola)‏ في 7 يناير 1964 –) هو ممثل، ومخرج، ومنتج، وسيناريست أمريكي حاصل على الجائزة الأكاديمية في الفنون السنيمائية. بدأ مسيرته الفنية عام 1980. وقد عمل أيضا بالإنتاج والإخراج، وله عدة أفلام كتبها بنفسه. وقد فاز بجائزة الأوسكار لأفضل ممثل في 1996 عن فيلم مغادرة لاس فيغاس، فضلاً عن جائزة غولدن غلوب وجائزة نقابة ممثلي الشاشة على نفس الدور. وحاز على دور تشارلي ودونالد كوفمان بفيلم التكيف على ترشيحه الثاني للأوسكار.
قدم كيج دور رئيسي في عدة أفلام في بداية مسيرته منها: رومبل فيش، وفتاة الوادي، وسباق مع القمر، وبيردي، وزواج بيجي سو، وريسينغ أريزونا، ومجذوبة القمر، وقبلة مصاص الدماء، ووايلد ات هارت، وشهر العسل في فيجاس، وريد روك ويست. أدرجه عالم شاشة جون ويليس، مجلد. 36 كواحد من ضمن اثني عشر ممثلاً جديدًا واعدًا لعام 1984 خلال تلك الفترة.
قام كيج ببطولة عدة أفلام مهمة بعد فوزه بجائزة الأوسكار منها: الصخرة، وفيس/أوف، وكون إير، وسيتي أوف آنجيلز، ورحل في ستين ثانية، وتبني، والكنز الوطني، وملك الحرب، وغوست رايدر، والكنز الوطني: كتاب الأسرار، والمعرفة. كما أخرج فيلم سوني الذي ترشح عنه على الجائزة الكبرى الخاصة من مهرجان دوفيل السينمائي. يمتلك كيج شركة إنتاج أفلام زحل، ومن خلالها أنتج أفلام مثل شبح مصاص الدماء وحياة ديفيد غيل. في أكتوبر 1997، إحتل نيكولاس كيج المرتبة 40 في القائمة التي أعددتها مجلة إمباير لأفضل 100 نجم سينمائي في جميع الأوقات، بينما في العام التالي، إحتل المرتبة 37 في القائمة التي أعددتها مجلة بريمير لأقوى 100 شخص في هوليوود.
في عقد 2010، قام ببطولة كل من: كيك-آس، وآل كروودز، وجو، وكلب يأكل كلب، وأمي وأبي، وماندي، وسبايدرمان: إنتو ذا سبايدر-فيرس، ولون خارج الفضاء. نتيجة مشاركته في أنواع أفلام مختلفة في ذلك الوقت، ازدادت شعبيته وكسب جماعة من المعجبين.

## مولده
من أصول إيطالية، وبولندية، وألمانية. ولد في مدينة لونغ بيتش، بولاية كاليفورنيا، في 7 يناير عام 1964. أحب التمثيل منذ نعومة أظفاره، وكانت قرابته من المخرج العالمي فرانسيس فورد كوبولا جواز سفره لعالم السينما، حيث كان فرانسيس فورد كوبولا مخرج الثلاثية الشهير العراب. أعطي عم نيكولاس كيج بعض الأدوار الصغيرة له، لكن نيك لاحظ أن الغالبية من السينمائيين كانوا يجاملونه لقرابته من فرانسيس كوبولا، فقرر تغيير اسمه.
وبالفعل اختار أسماء عديدة منها: نيكولاس بلو (نسبة للون الأزرق المفضل لديه)، ثم صار نيكولاس فوست، ثم نيكولاس ماسكالزون (نسبة إلى جده لأمه وتعني الولد الشقي بالإيطالية)، وأخيرًا اختار نيكولاس كيج (نسبة إلى شخصية لوك كيج، بطل أحد قصص الكوميك التي أحبها جدًا).

## أدواره في الأفلام

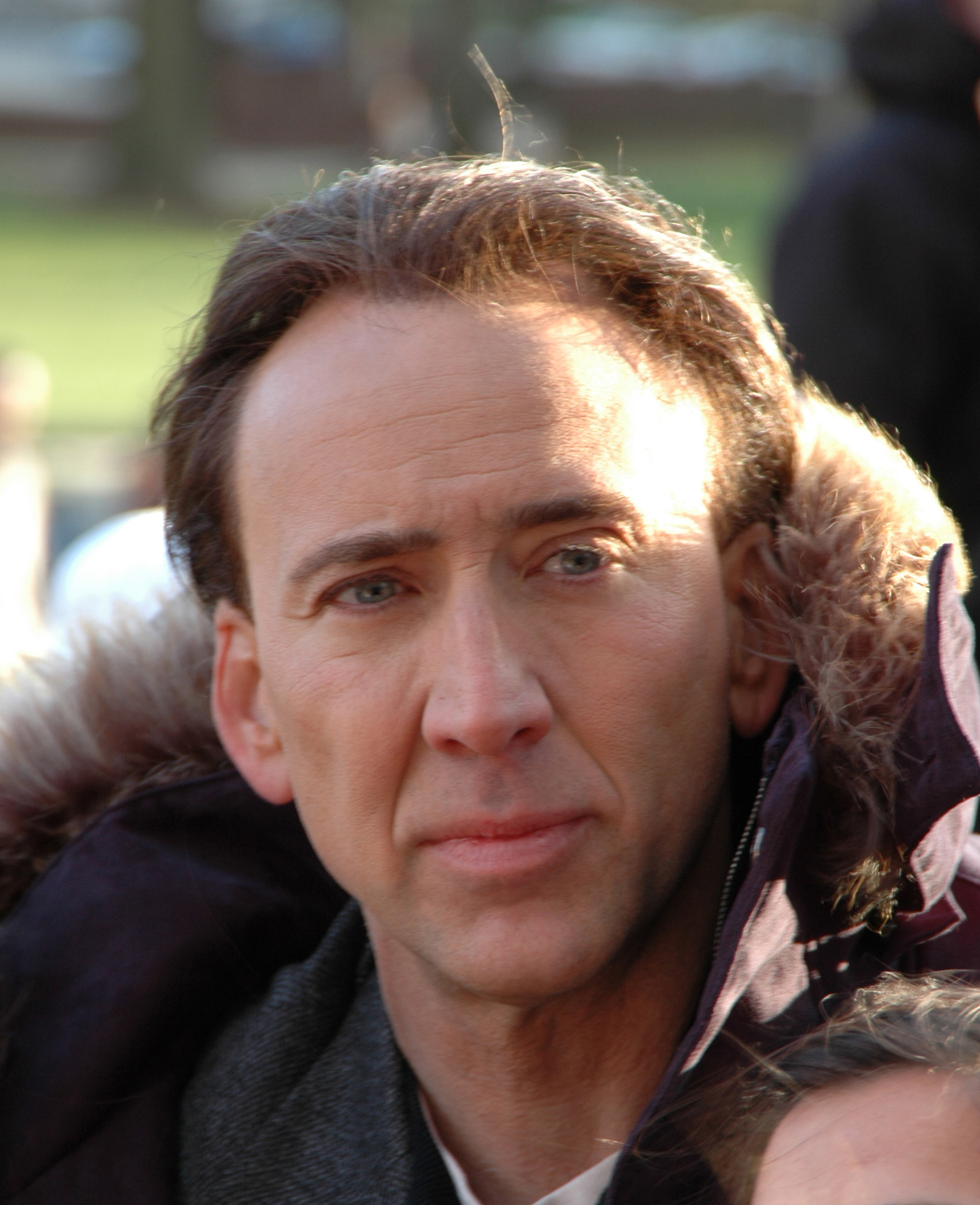
كيج في جامعة ميريلاند (كوليج بارك) في 2006.

في بداياته السينمائية وكان في العشرينيات من عمره آنذاك، اشتهر بغرابة أطواره؛ فقد قلع أحد أسنانه دون بنج أو مخدر في مشهد من فيلم نادي القطن (The Cotton Club) بعام 1984، بل وصل به الأمر إلى أكل صرصار حي في عام في عام 1989 في فيلم قبلة مصاص الدماء (Vampire's Kiss)، علمًا أن المخرج طلب إعادة المشهد وطبعًا بصرصار آخر حي.
لم يرحمه النقاد في عام 1986 عندما قام بدوره في فيلم زواج بيغي سو (Peggy Sue Got Married)، والذي أخرجه عمه، حتى أنهم قالوا: (كان الفيلم سيكون جميلًا لولا ذلك الجرح الدميم)، ويقصدون به نيكولاس. الغريب أنه لم يغضب من تلك الحملة الشرسة، بل أخذ الأمر كمجرد تحدٍّ مع النقاد، وقال أنهم عندما ينتقدونه فذلك لأنه قام بعمل ما؛ وقال أنه سعيد عن أداءه ودوره في الفيلم، لكن الشيء الوحيد الذي أحزنه هو عدم طلب عمه له في أي دور منذ ذلك الحين.
في عام 1987، قدم كيج دور البطولة في فيلم موون سترك (Moonstruck)، حيث تقاسم البطولة مع شير.
ثم حاول التغيير، فمثل البطولة في فيلم الأخوين كوين ارتفاع أريزونا (Raising Arizona) بعام 1987، حيث كان ذلك الفيلم الكوميدي أول بوادر موهبته الكوميدية، والذي ذكر أنه أحد أحب الأفلام لقلبه. تبع ذلك فيلم شهر العسل في فيجاس (Honeymoon in Vegas) عام 1992، ثم الفيلم الرومانسي يمكن أن يحدث لك (It Could Happen to You) عام 1994.

## إنجازاته

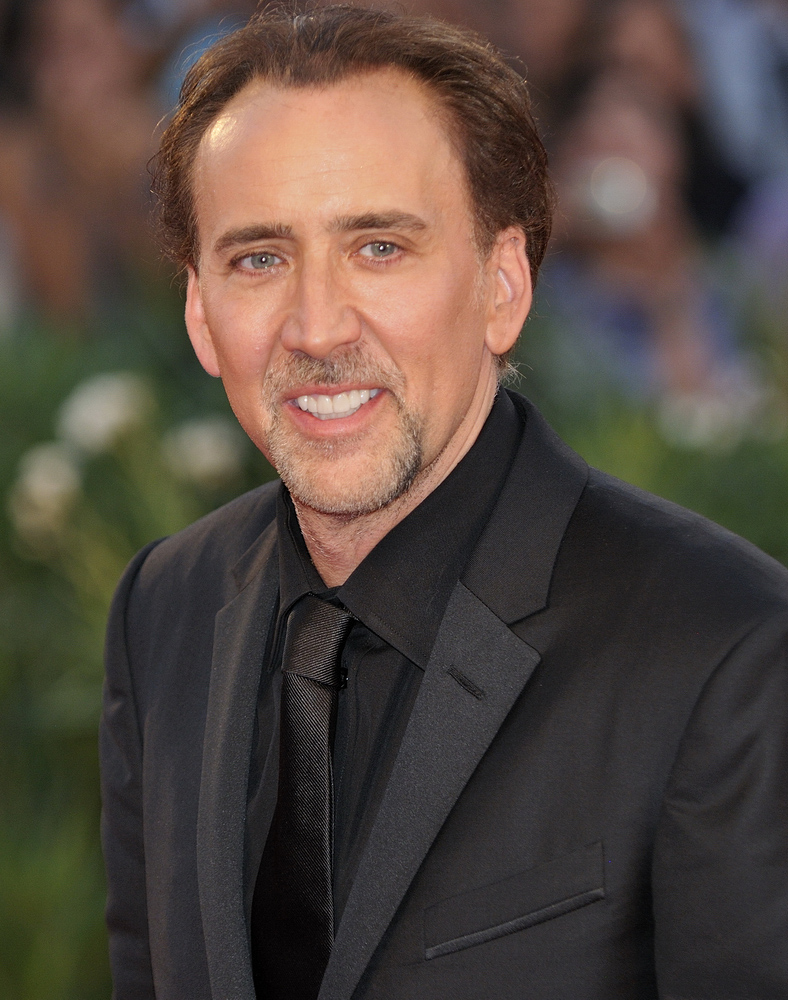
كيج في الدورة السادسة والستين لمهرجان البندقية السينمائي في سبتمبر 2009.

أدى هذا التحول في الأداء إلى لفت الأنظار إليه حينما قدم دوره الصعب في فيلم مغادرة لاس فيجاس (Leaving Las Vegas) عام 1995، والذي كسب فيه النقاد إلى صفه أخيرًا، كما كسب عدد لا بأس به من ملايين المعجبين؛ وتم ترشيحه في ذلك الفيلم لأوسكار أفضل ممثل، وعندئذ كانت المفاجئة بفوزه بالأوسكار، وعندما تم ذكر اسمه كأحسن ممثل أخذ يهرول راكضًا إلى المنصة لاستلام الجائزة لاهثًا، وذكر كلمة مقتضبة جميلة؛ لكنها لم تمنع الصحافة في الصباح التالي من انتقاد لبسه الغريب تلك الليلة، حتى أن مجلة بيبول الشهيرة اختارته كأسوأ رجل في الأناقة.
توالت الأفلام، حيث جاءت أفلام متتالية حققت لنيك مكانة عالية على مستوى العالم ومنها الصخرة (The Rock) عام 1996 والزنزانة الطائرة (Con Air) عام 1997، وهما فيلمان أكشن مثل فيهما دور البطل الطيب ما عدا دوره في فيلم الوجه المخلوع (Face/Off) عام 1997، والذي يعتبر من أفضل أفلام الأكشن في تاريخ السينما.
في عام 1999، قام ببطولة فيلم 8مم (8MM). ثم انتقل إلى العمل مع المخرج مارتن سكورسيزي في إظهار الموتى (Bringing Out the Dead). ثم عاد إلى الأكشن في عام 2000 في فيلم رحل في ستين ثانية (Gone in Sixty Seconds). واتبعه بالدراما العائلية رجل العائلة (The Family Man).
في عام 2001، قدم مع بينيلوبي كروز الفيلم الرومانسي مندولين الكابتن كوريلي (Captain Corelli's Mandolin).
التقى كيج بجون وو، مخرج فيلم الوجه المخلوع (Face/Off)، ولكن هذه المرة في فيلم حربي عن الحرب العالمية الثانية بعنوان ويند توكرز (Windtalkers).
حاز أداءه في فيلم الدراما الكوميدي التكيف (Adaptation) على إعجاب النقاد، ورُشح للغولدن غلوب وللأوسكار. وبين هذين الفيلمين، قام نيكولاس كيج بإخراج فيلمه الأول سوني (Sonny) وأدى دورًا صغيرًا فيه.
و منذ ذلك الحين ونيكولاس كيج أحد أكثر نجوم السينما شعبية على مستوى العالم، وأطلق عليه النقاد والممثلين عدة ألقاب منها:
- بيكاسو السينما (جيم كاري – ممثل – أعز أصدقاءه)
- الفنان الشاعر الذي يستطيع عمل أي شيء (مخرج فيلم موون ستريك (Moonstruck))
- الفنان العبقري (مخرج فيلم مغادرة لاس فيجاس (Leaving Las Vegas))
- نيكولاس مدهش دائمًا حتى وهو طفل صغير (عمه فرانسيس كوبولا - مخرج شهير)

## الإنتاج والإخراج

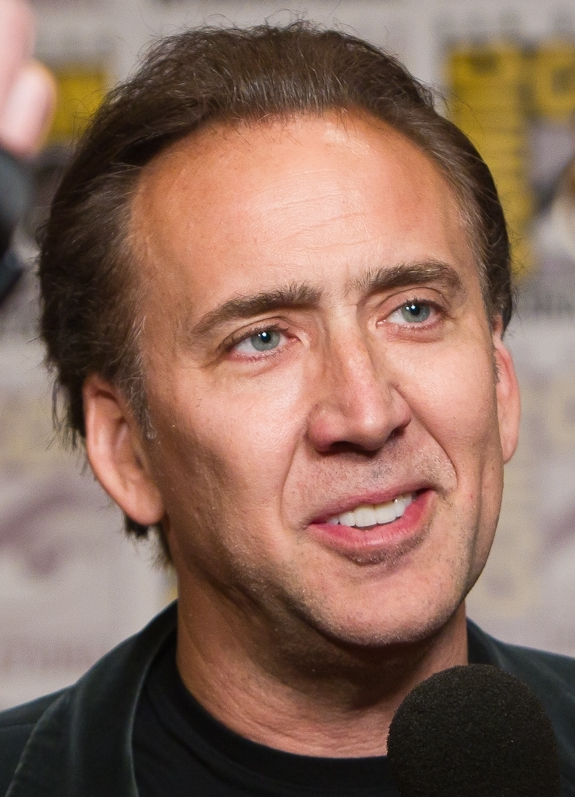
كيج في سان دييغو كومك كون إنترناشونال لعام 2011.

قدم كيج أولي تجاربه الإخراجية في عام 2002 من خلال فيلم سوني. كما أنتج فيلم شبح مصاص الدماء، وكان المنتج التنفيذي لمسلسل ملفات دريسدن.

## جوائز

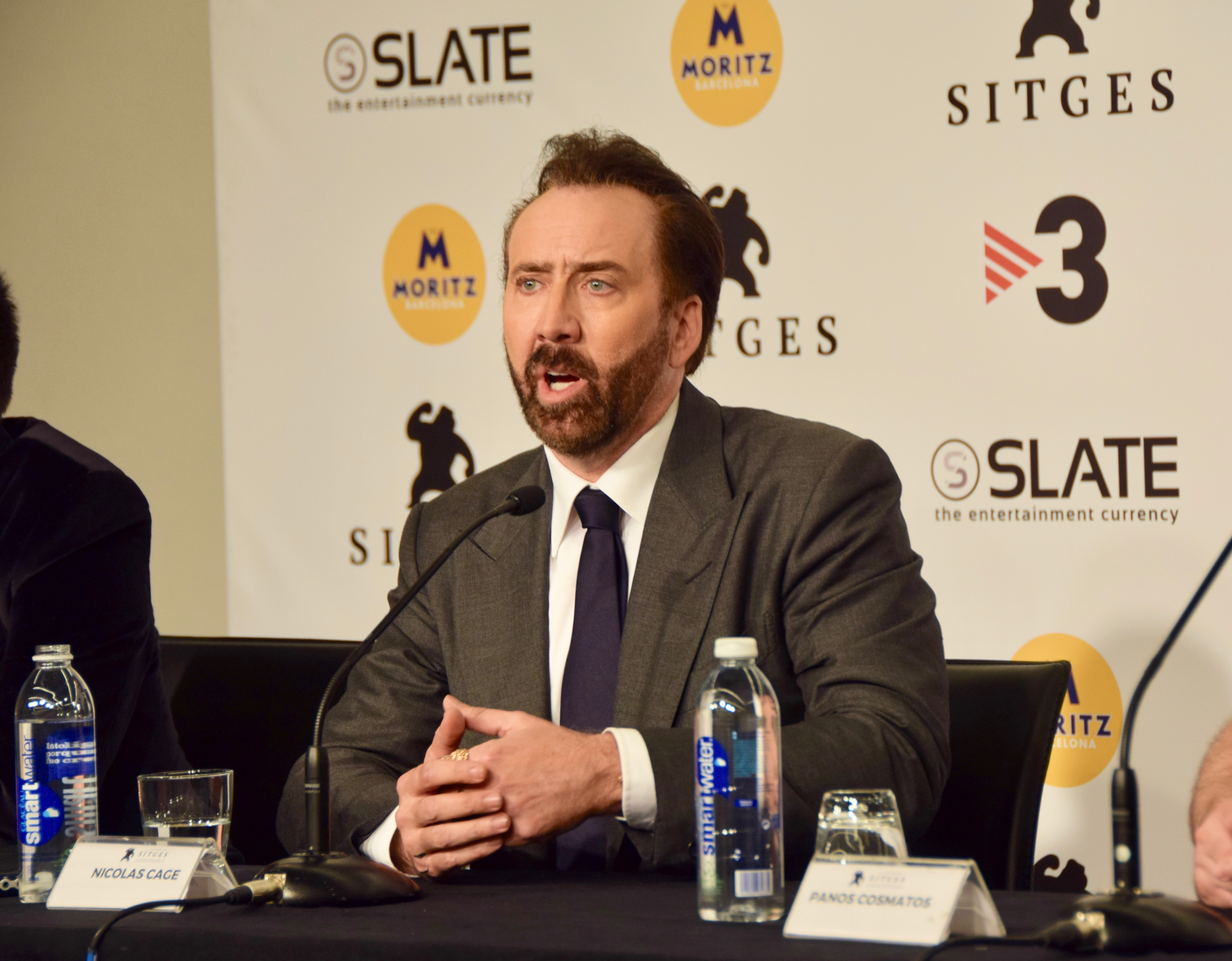
كيج في مهرجان سيدجيس السينمائي في عام 2018.

- جائزة الأوسكار لأفضل ممثل (عن عمل: مغادرة لاس فيغاس) (1996)
- جائزة غولدن غلوب لأفضل ممثل - فيلم دراما (عن عمل: مغادرة لاس فيغاس) (1996)
- جائزة إم تي في لأفضل ثنائي على الشاشة (عن عمل: الصخرة) (1997)
- جائزة جمعية نقاد تورونتو السينمائيين لأفضل ممثل (عن عمل: تبني) (2002)
- جائزة المجلس الوطني للمراجعة لأفضل ممثل (عن عمل: مغادرة لاس فيغاس) (1995)
- جائزة إم تي في لأفضل ثنائي على الشاشة (عن عمل: الوجه المخلوع) (1998)
- جائزة الجمعية الوطنية الأمريكية للنقاد السينمائيين لأفضل ممثل (عن عمل: مغادرة لاس فيغاس) (1995)
- جائزة جمعية نقاد تورونتو السينمائيين لأفضل ممثل (عن عمل: الملازم السيئ ميناء الدعوة - نيو أورليانز) (2009)
- جائزة دائرة نقاد الأفلام بنيويورك لأفضل ممثل (عن عمل: مغادرة لاس فيغاس) (1995)
- جائزة نقابة ممثلي الشاشة للأداء المتميز لممثل في دور رئيسي (عن عمل: مغادرة لاس فيغاس) (1996)
- جائزة جمعية نقاد السينما في لوس أنجلوس لأفضل ممثل (عن عمل: مغادرة لاس فيغاس) (1995)

## أفلامه وأعماله
1. أفضل الأوقات (1981)
2. فاست تايمز آت ريدجمونت (1982)
3. فتاة الوادي (1983)
4. رومبل فيش (1983)
5. سباق مع القمر (1984)
6. نادي القطن (1984)
7. بيردي (1984)
8. ذا بوي ان بلو (1986)
9. زواج بيجي سو (1986)
10. ريسينغ أريزونا (1987)
11. مجذوبة القمر (1987)
12. نفر اون تيوزداي (1988)
13. قبلة مصاص الدماء (1989)
14. تمبو دي أكيدر (1989)
15. طيور النار (1990)
16. السمفونية الصناعية رقم 1 (1990)
17. وايلد ات هارت (1990)
18. زان دالي (1990)
19. شهر العسل في فيجاس (1992)
20. عاموس واندرو (1993)
21. ديدفل (1993)
22. ريد روك ويست (1994)
23. جاردينج تس (1994)
24. يمكن أن يحدث لك (1994)
25. المحاصرون في الجنة (1994)
26. قبلة الموت (1995)
27. مغادرة لاس فيغاس (1995)
28. الصخرة (1996)
29. كون إير (1997)
30. الوجه المخلوع (1997)
31. سيتي أوف آنجيلز (1998)
32. ثعبان العيون (1998)
33. 8مم (1999)
34. إظهار الموتى (1999)
35. رحل في ستين ثانية (2000)
36. رجل العائلة (2000)
37. مندولين الكابتن كوريلي (2001)
38. ترنيمة عيد الميلاد: الفيلم (2001)
39. ويند توكرز (2002)
40. تبني (2002)
41. سوني (2002)
42. رجال عود الثقاب (2003)
43. الكنز الوطني (2004)
44. ملك الحرب (2005)
45. رجل الطقس
46. الولد المشاكس (2006)
47. الرجل الغصن (2006)
48. مركز التجارة العالمي (2006)
49. السائق الشبح (2007)
50. غريندهووس (2007)
51. التالي (2007)
52. الكنز الوطني: كتاب الأسرار (2007)
53. بانكوك في خطر (2008)
54. رومان بولانسكي: مطلوب ومرغوب (2008)
55. المعرفة (2009)
56. جي-فورس (2009)
57. أسترو بوي (2009)
58. الملازم السيئ ميناء الدعوة - نيو أورليانز (2009)
59. كيك-آس (2010)
60. صبي الساحر (2010)
61. موسم الساحرة (2011)
62. محرك غاضبون (2011)
63. خطيئة (2011)
64. طلب العدالة (2011)
65. السائق الشبح: روح الانتقام (2012)
66. مسروق (2012)
67. آل كروودز (2013)
68. الأرض المتجمدة (2013)
69. جو (2013)
70. غيظ (2014)
71. الباقون بالخلف (2014)
72. منبوذ (2014)
73. موت الضوء (2014)
74. عداء (2015)
75. دفع شبح (2015)
76. يو إس إس إنديانابوليس: رجال الشجاعة (2016)
77. سنودن (2016)
78. جيش من واحد (2016)
79. أرسنال (2017)
80. 211 (2018)
81. ماندي (2018)
82. نتيجة للتسوية (2019)
83. آل كروودز 2 (2020)
84. خطة التقاعد (فيلم) - خطة التقاعد (2023)
85. سيناريو حلم (فيلم) - سيناريو حلم (2023)
86. التعاطف مع الشيطان (فيلم) - التعاطف مع الشيطان (2023)
87. الوميض (فيلم) - الوميض (2023)
88. رينفيلد (فيلم) - رينفيلد (2023))
89. الطريقة القديمة (فيلم) - الطريقة القديمة (2023)
90. معبر الجزار (فيلم) - معبر الجزار (2022)
91. الوزن الذي لايطاق للموهبة الهائلة (فيلم) - الوزن الذي لايطاق للموهبة الهائلة (2022)
92. خنزير (فيلم) - خنزير (2021)
93. ارض العجائب ويلي (فيلم) - ارض العجائب ويلي (2021)
94. سجناء جزيرة الاشباح (فيلم) - سجناء ارض الاشباح (2021)

## وصلات خارجية
- نيكولاس كيج على موقع IMDb (الإنجليزية)
- نيكولاس كيج على موقع ميتاكريتيك (الإنجليزية)
- نيكولاس كيج على موقع الموسوعة البريطانية (الإنجليزية)
- نيكولاس كيج على موقع روتن توميتوز (الإنجليزية)
- نيكولاس كيج على موقع مونزينجر (الألمانية)
- نيكولاس كيج على موقع قاعدة بيانات الأفلام العربية
- نيكولاس كيج على موقع ألو سيني (الفرنسية)
- نيكولاس كيج على موقع ميوزك برينز (الإنجليزية)
- نيكولاس كيج على موقع تيرنر كلاسيك موفيز (الإنجليزية)
- نيكولاس كيج على موقع أول موفي (الإنجليزية)